# فهرست کشورها بر پایه صادرات هواگرد و فضاپیما
در زیر فهرستی از کشورها برپایه صادرات هواگردها از جمله بالگرد و فضاپیماها (سامانه هماهنگ‌شده شماره‌گذاری کالا کد ۸۸۰۲) قرار دارد. داده‌ها برای سال ۲۰۱۶ در میلیارد دلار آمریکا است، که ازسوی از سوی رصدخانه پیچیدگی اقتصادی گزارش شده‌است. اکنون بیست کشور برتر فهرست شده‌اند.
توجه: صادرات حاصل از کد مخفی محاسبه نمی‌شود. استفاده از کد مخفی به‌ویژه برای تجهیزات نظامی از جمله هواپیماهای نظامی بسیار است. مانند: روسیه در سال ۲۰۱۶، ۱۴ فروند هواپیمای جنگنده سوخو-۳۰ و همچنین انواع دیگر هواپیماهای نظامی صادر کرد. بسته به منابع، سوخو-۳۰ با قیمت کم یا بیش از ۵۰ میلیون دلار به‌ازای هر دستگاه به فروش می‌رسد.
| #  | کشور                | ارزش | سازندگان اصلی هواگردها و فضاپیماهای کشور مربوطه                                      |
| -- | ------------------- | ---- | ------------------------------------------------------------------------------------ |
| ۱  | ایالات متحده آمریکا | ۵۹٫۲ | بوئینگ، لاکهید مارتین، سیکورسکی، گلف‌استریم ایروسپیس، جنرال‌الکتریک، یونایتد تکنالوجیز |
| ۲  | فرانسه              | ۴۹٫۱ | ایرباس، داسو اویاسیون، سافران، گروه تالس، اسنکما، ای‌تی‌آر، آریان‌اسپیس، ام‌بی‌دی‌ای       |
| ۳  | آلمان               | ۳۴٫۱ | ایرباس                                                                               |
| ۴  | کانادا              | ۷٫۳۹ | بمباردیه                                                                             |
| ۵  | بریتانیا            | ۵٫۶۵ | ایرباس، بی‌ای‌ئی سیستمز، آگوستاوستلند                                                  |
| ۶  | برزیل               | ۵٫۵۳ | امبرائر                                                                              |
| ۷  | ایرلند              | ۲٫۵۷ | AerCap (لیزینگ)                                                                      |
| ۸  | اسپانیا             | ۱٫۹۹ | ایرباس                                                                               |
| ۹  | ایتالیا             | ۱٫۶۱ | آگوستاوستلند، ای‌تی‌آر، پیاجو ایروسپیس                                                 |
| ۱۰ | چین                 | ۱٫۳۵ | کوماک                                                                                |
| ۱۱ | سوئیس               | ۱٫۱۱ | پیلاتوس ایرکرفت                                                                      |
| ۱۲ | هند                 | ۱٫۰۶ | هیندوستان آیروناتیکس                                                                 |
| ۱۳ | ژاپن                | .۷۶۶ | صنایع هوافضای کاوازاکی، میتسوبیشی ایرکرفت کورپوریشن، صنایع سنگین میتسوبیشی           |
| ۱۴ | تایلند              | .۶۱۸ | -                                                                                    |
| ۱۵ | لهستان              | .۵۵۴ | PZL Mielec , PZL-idwidnik                                                            |
| ۱۶ | روسیه               | .۴۵۵ | یونایتد ایرکرفت کورپوریشن، ورتولیتی روسی، انرگیا                                     |
| ۱۷ | اتریش               | .۴۲۴ | دایموند ایرکرفت                                                                      |
| ۱۸ | استرالیا            | .۳۱۸ | برامبی ایرکرفت                                                                       |